# أل كبود (حومة بيجار)
أل کبود (بالفارسية: آل کبود) هي قرية تقع في إيران في حومة. يقدر عدد سكانها بـ 74 نسمة بحسب إحصاء 2016.